# Hildebrand von Kracht
Hildebrand von Kracht (né le 20 décembre 1573 au château de Lindenberg (de) et mort le 19 août 1638 à Custrin) est un officier brandebourgeois. Au début, il sert différents maîtres jusqu'à ce qu'il entre au service de l'électorat de Brandebourg. Il est , entre autres, capitaine en chef de la forteresse de Custrin.

## Famille
Il est issu de l'ancienne famille noble von Kracht (de) et est le fils d'Isaac von Kracht et d'Even (née von List). En 1613, il se marie avec Anne Marie von Rintorf (morte le 30 juin 1630) en présence de la cour du prince-électeur. De ce mariage naissent un fils et deux filles. Le fils Dietrich von Kracht est colonel impérial.
Après sa mort en 1630, il se marie avec Elisabeth Sophie von Rohr, fille de Klaus von Rohr auf Schönberg. Les deux ont une fille. La fille Hedwig Sophie (née le 17 mars 1633 et morte le 12 octobre 1694) se marie le 26 avril 1653 avec le lieutenant-colonel Friedrich von Arnim à Boitzenburg (mort le 8 septembre 1660), puis le 18 Mai 1662 avec le président de la chambre impériale Raban von Canstein (de) et après sa mort en 1681 avec le lieutenant-général brunswickois Jobst Moritz von Offen (de).

## Biographie
Il sertdès l'âge de onze ans comme page à la cour de Christian Ier de Saxe. Entre 1592 et 1596, il sert d'abord sous les ordres de son père puis dans une autre unité lors de la longue guerre turque contre les Ottomans en Hongrie. En 1597, il accompagne le roi polonais Sigismond III Vasa en Suède. Là, il entra au service de la noblesse comme page. En 1598, il retourne en Saint-Empire. Il entre au service des Pays-Bas en 1599 comme enseigne dans la compagnie viagère du comte Friedrich von Hollach. Comme il n'y a pas d'action militaire, von Kracht se rend en Autriche. En 1601, il reçoit un grade dans la compagnie viagère du régiment d'Altheim, qui a été recruté pour la guerre turque. Il se distingue au siège de Stuhl-Weissenburg. Il est ensuite promu capitaine et commandant d'une compagnie de 300 hommes. Il participe à la conquête de Pest et à la prise d'Ofen. Il est congédié avec tout le régiment en 1602. Lorsque le colonel Altheim est assiégé dans la Forteresse de Gran en 1603, Kracht entre dans la forteresse et y reste jusqu'à la reddition. Dans la campagne de 1605, il commande de nouveau une compagnie en tant que capitaine.
En 1606, il rejoint le régiment du colonel von Biesenberg. Là, il devient sergent et commandant de compagnie. Il conserve le poste jusqu'à ce que le régiment soit licencié en 1607. Au cours de la dispute fraternelle dans la maison de Habsbourg entre l'empereur Rodolphe II et l'archiduc Matthias, il sert comme sergent-chef dans le régiment de Maximilien de Liechtenstein (de). Il se tient dans le camp de Matthias. Une fois le différend réglé et le régiment renvoyé, von Kracht retourne dans le Brandebourg.
Il entre également au service de l'électeur Jean-Sigismond. Celui-ci le nomme au conseil de guerre. Kracht sert lors de la prise du duché de Clèves en 1609. Il devient colonel et chargé d'enrôler un régiment d'un millier d'hommes. Il le commande par la suite. En 1611, il accompagne l'électeur en Prusse, où il tombe gravement malade et retourne dans le Brandebourg. En 1612, après sa convalescence, il devient capitaine en chef de la forteresse de Custrin.
Il conserve son poste à Küstrin sous le prince électeur Georges-Guillaume. À cette époque, il est le principal militaire du prince-électeur. Celui-ci le charge en outre de recruter un régiment de 600 mousquetaires et 400 piquiers pour le protéger des incursions cosaques. La même année, il devient commissaire de guerre. En 1623, le cercle impérial de Haute-Saxe lui confie le poste d'intendant général d'une force de défense. En 1626, Von Kracht reçoit la mission de recruter un régiment de 3000 hommes pour la défense du pays. D'abord stationné dans le Brandebourg, il accompagne le prince-électeur avec son régiment en Prusse. Comme la situation en Brandebourg devient entre-temps menaçante, le prince-électeur ordonne à Kracht de revenir et de constituer un autre régiment de douze compagnies qui sont recrutées dans la Marche. En 1638, huit compagnies sont envoyées contre les Turcs.